# 城北路街道 (淄博市)
城北路街道，是中华人民共和国山東省淄博市周村区下辖的一个乡镇级行政单位。

## 行政区划
城北路街道下辖以下地区：
小房村、南阎村、大房村、沈家村、新民村、东塘村、义和村、陈桥村、石庙村、北谢村、蒋家村、礼官村、南谢村、隋家村、迎先村和石门村。

## 人口
2010年中国第六次人口普查时，城北路街道共有人口15212人。共有家庭4503户，平均每户3.07人。14岁以下的少年儿童共2316人，占总人口15.22%；15-64岁人口共11413人，占总人口75.02%；65岁及以上的老年人共1483人，占总人口的9.748%。男性共计7575人，占总人口49.79%；女性共计7637，占总人口50.20%。本地居住的人口中，拥有本地户籍的人口为11570人，占76.05%。